# Erhard Schlesier
Erhard Schlesier (* 10. Juli 1926 in Chemnitz; † 6. August 2018 in Sandhausen, Rhein-Neckar-Kreis) war ein deutscher Ethnologe. Er war Professor an der Universität Hamburg (1962–1967) und an der Georg-August-Universität Göttingen (1967–1991).

## Leben
Erhard Schlesier wurde 1926 als Sohn eines Süßwarengroßhändlers in Chemnitz geboren, wo er seine Kindheit und Jugend verbrachte. Noch als Minderjähriger wurde er in der letzten Periode des Zweiten Weltkriegs gezwungen, in der Wehrmacht zu dienen und geriet in britische Kriegsgefangenschaft. Nach seiner Entlassung im Juli 1945 arbeitete er für kurze Zeit auf einem Bauernhof in der Nähe von Nienburg. 1946 schloss er in Hannoversch Münden sein Abitur ab. Schlesier bewarb sich an der Georg-August-Universität Göttingen, um Sportlehrer zu werden, wurde jedoch wegen der Knappheit an Studienplätzen kurz nach dem Krieg abgelehnt. Stattdessen musste er sich für ein weiteres Jahr mit diversen Jobs über Wasser halten.
1947 wurde er an der Katholischen Universität Eichstätt zum Studium angenommen und kam dort durch ein Buch von Diedrich Westermann zum ersten Mal in Kontakt mit der Ethnologie. Da Geographie und Geschichte seine Lieblingsfächer in der Schule gewesen waren, bewarb er sich 1948 wieder in Göttingen, diesmal am Institut für Völkerkunde (heute Institut für Ethnologie). Mit einer Arbeit über Die Erscheinungsformen des Männerhauses und das Klubwesen in Mikronesien wurde er 1951 bei Hans Plischke promoviert. Anschließend nahm er eine Stelle als Hilfskraft am Institut in Göttingen an, bevor er ein Habilitationsstipendium der DFG bekam. Seine Habilitationsschrift über melanesische Geheimkulte stellte er 1956 fertig. Daraufhin wurde er Privatdozent am Göttinger Institut.
1961/62 unternahm Schlesier seine erste Forschungsreise nach Neuguinea, wo er Feldstudien durchführte. Nach seiner Rückkehr erhielt er 1962 einen Ruf auf die ordentliche Professur für Völkerkunde an der Universität Hamburg. Wie bei seinem Vorgänger Franz Termer war der Lehrstuhl an der Universität mit dem Direktorenposten des Museums für Völkerkunde Hamburg (heute Museum am Rothenbaum) verbunden. 1967 kehrte Schlesier an die Universität Göttingen zurück, wo er bis 1991 den Lehrstuhl für Ethnologie innehatte. In der Zeit hat er das Institut insbesondere in der deutschen Ozeanistik international anschlussfähig gemacht.
Ab 1963 bis zur Mitte der 1980er-Jahre war Schlesier Experte und schrieb Berichte für die Deutsche Forschungsgemeinschaft. Von 1967 bis 1969 war er Vorsitzender der Deutschen Gesellschaft für Völkerkunde (DGV; heute Deutsche Gesellschaft für Sozial- und Kulturanthropologie). 
Am 6. August 2018 verstarb Erhard Schlesier im Alter von 92 Jahren.

## Schriften (Auswahl)
- Zum Problem einer Sago-verwertenden Kulturschicht auf Neuguinea. Zeitschrift für Ethnologie 86, 1961, 224–233.
- Über die Zweisprachigkeit und die Stellung der Zweisprachigen in Melanesien, besonders auf Neuguinea. In: Dietrich Dorst, Wolfgang König (Hrsg.), Beiträge zur Völkerforschung: Hans Damm zum 65. Geburtstag. Leipzig, Museum für Völkerkunde 1961, 550–576.
- Sagogewinnung auf Normanby Island, Südost Neuguinea. Baessler-Archiv 13, 1965, 1–39.
- The Me'Udana of the Milne Bay Province. Bathurst 1980, ISBN 0-7247-0220-2.
- Me'udana. Das soziale Leben. Berlin, Reimer 1983, ISBN 3-496-00533-5.
- Eine ethnographische Sammlung aus Südost-Neuguinea. Göttingen 1986, ISBN 3-88694-160-4.
- Arbeitsmaterialien und Notizen zum Kulturwandel in Me'udana, M.B.P., Papua Neuguinea. Göttingen 1991, OCLC 475350310.